# نظريات المؤامرة حول المعرفة المسبقة بهجمات 11 سبتمبر
تتمحور نظريات المؤامرة حول المعرفة المسبقة بهجمات 11 سبتمبر حول الحجج التي تفيد بامتلاك بعض المؤسسات أو الأفراد علمًا مسبقًا بهجمات الحادي عشر من سبتمبر في الولايات المتحدة عام 2001.
تتعلق التساؤلات الأولية بمعرفة رئاسة بوش أو القوات المسلحة الأمريكية بأساليب الهجوم المخطط له، وحجم المعلومات الدقيقة التي حصلت عليها وكالات الاستخبارات الأمريكية فيما يتعلق بأنشطة تنظيم القاعدة داخل الولايات المتحدة، ومدى إشارة خيارات الطرح التي وُضعت على أسهم الخطوط الجوية المتحدة والخطوط الجوية الأمريكية وغيرها من الشركات التجارية إلى وجود معرفة مسبقة، ولماذا لم يُفصَح عن هويات التجار على العلن؟
ضمّت الجوانب الإضافية لنظريات المؤامرة الجدل حول ما إذا كانت التحذيرات الواردة من الوكالات الأجنبية دقيقةً بالقدر الكافي لتبرير اتخاذ تدابير وقائية، وما إذا كان العمل الاستخباراتي المحلي حول هجمات تنظيم القاعدة شاملًا بما فيه الكفاية لتفويضه بالتدخل، ومدى مراقبة المختطفين المزعومين قبل وقوع الهجمات، وما إذا كان الموساد أو وكالة الاستخبارات الباكستانية على علم بهجوم قريب.

## استخدام الطائرات كصواريخ
صرّح الرئيس جورج دبليو بوش فور وقوع الهجمات قائلًا: «لا يمكن لأحد في حكومتنا على الأقل، أو الحكومة السابقة، أن يتوقع اصطدام الطائرات الجوية بالمباني»، وزعمت مستشارة الأمن القومي الأمريكي كونداليزا رايز: «لم يكن بوسع أحد التكهن بأنهم سيحاولون استخدام طائرة كصاروخ». وصف جنرال في القوات الجوية الهجوم بأنه: «شيء لم نعهده سابقاً، شيء لم نفكر فيه قط». علّق مدير مكتب التحقيقات الفدرالي روبرت مولر بعد أيام عدة من الهجمات: «على حد علمي، لم نتلق أي إشارات تحذيرية تتنبأ بمثل هذا النوع من العمليات في البلاد». على أي حال، أشار مولر إلى تنويه عميل مكتب التحقيقات الفدرالي في مينيابوليس بأن زكريا موسوي يمثّل ربما نوعية الأشخاص القادرين على قيادة طائرة للاصطدام بمركز التجارة العالمي، مؤكدًا على ضرورة متابعة هذا التحذير بحزم أكبر حينها.

تعارضت بعض التقارير الإعلامية الرئيسية مع هذه الإفادات، وادّعت عِلم مكتب التحقيقات الفدرالي ووكالة المخابرات المركزية والسلطة التنفيذية بخطورة استخدام الطائرات كصواريخ في وقت مبكر من عام 1995، بعد إحباط عملية بوجينكا. أوردت صحيفة شيكاغو سن-تايمز في 2002 بعد عام واحد من هجمات 11 سبتمبر ما يلي:
«تلقّى مكتب التحقيقات الفدرالي مؤشرات مسبقة تفيد بوجود خطط لاختطاف طائرات أمريكية واستخدامها كأسلحة، لكن لم يتصرف بناءً عليها ولم يشارك المعلومات مع وكالات الشرطة المحلية. أكد جميع المسؤولين الفيدراليين رفيعي المستوى صدمتهم بطريقة عمل الإرهابيين منذ بداية هجمات 11 سبتمبر، ويواصل العديد منهم التمسك بهذه الرواية. في الحقيقة، كشف مكتب التحقيقات الفدرالي بعض تفاصيل خطط الانتحاريين لاختطاف الطائرات في وقت مبكر من عام 1995، ولو أُضيفت هذه التفاصيل إلى المعلومات الحالية، لكان من الممكن كشف هذه المؤامرة».
عُقِد مشروع حوادث البنتاغون الشامل (المعروف بالاسم الرمزي بنتاغون ماسكال) كتمرين احتياطي لحالة طوارئ في قاعة مؤتمرات مكتب وزير الدفاع بين 24 و26 أكتوبر من عام 2000. تطلبت هذه العملية وجود فرق الاستجابة لحالات الطوارئ، وأعضاء خدمات الحماية الدفاعية، ومسؤولين حكوميين أمريكيين لإجراء عمليات محاكاة للحالات الطارئة تحسباً لحادثة تحطم طائرة محتمل في البنتاغون.
يتضمن كتاب الجدول الزمني للإرهاب مقالات عديدة تشير غالبًا إلى معرفة المسؤولين الأمريكيين بطريقة اصطدام الطائرات بالمباني:
- شهد عام 1994 ثلاثة أمثلة على محاولات فاشلة لاصطدام الطائرات عمداً بالمباني، تشمل إحداها اصطدام طائرة صغيرة بقيادة طيار منفرد بحديقة البيت الأبيض.[6]
- تُعدّ عملية بوجينكا هجومًا إرهابيًا فاشلًا واسع النطاق حاول من خلاله تنظيم القاعدة تفجير إحدى عشرة طائرة مع ركابها في أثناء توجههم من آسيا إلى أمريكا، وكان من المقرر تنفيذه في يناير 1995.
- ذكر التقرير السنوي لإدارة الطيران الفيدرالية حول الأعمال الإجرامية ضد الملاحة الجوية طبعة عام 2000، أن إدانة أسامة بن لادن بمهاجمة الطيران المدني تبقى غير مؤكدة، إلا أنه يملك الدافع والمال الكافيين لتنفيذ هذا الهجوم، بالإضافة إلى أن «مواقف أسامة بن لادن المعادية للغرب وأميركا قد جعلت منه ومن أتباعه مصدر تهديد كبير للطيران المدني، وخاصة الطيران المدني الأمريكي».
- أدارت قيادة دفاع الفضاء الجوي الأمريكية الشمالية (نوراد) لعبة حربية هدفت إلى شل حركة البنتاغون في أبريل 2001. اقترح أحد مخططي نوراد تطبيق محاكاة لاصطدام طائرة تجارية أجنبية مخطوفة بالبنتاغون، لكن رفض رؤساء الأركان هذا السيناريو باعتباره «بعيدًا تمامًا عن الواقع».[7][8]
- أسفرت قمة مجموعة الثماني في جنوى في يوليو 2001 عن تركيب بطاريات صواريخ مضادة للطائرات بعد تقرير يحذر من محاولة الإرهابيين تحطيم طائرة بهدف قتل جورج بوش وقادة عالميين آخرين.[9][10]
- في صباح يوم 11 سبتمبر 2001، قرر مكتب الاستطلاع الوطني، المسؤول عن تشغيل الأقمار الصناعية الاستطلاعية الأمريكية، تنفيذ تمرين يحاكي اصطدام طائرة بمبناهم، على بعد 4 أميال (6 كم) من مطار واشنطن دالاس الدولي.[11]

تصف مقالة نشرتها صحيفة يو إس إيه توداي عام 2004 بعنوان «تنفيذ نوراد تدريبات لمواجهة استخدام الطائرات كأسلحة» هذه التدريبات كإشارة إلى استعداد نوراد المسبق لهجوم مشابه لهجوم 11 سبتمبر:
«في العامين اللذين سبقا هجمات 11 سبتمبر، أجرت نوراد تدريبات تحاكي ما يقول البيت الأبيض إنه أمر لا يمكن تصوره في ذلك الوقت: طائرات مخطوفة تُستخدم كأسلحة لتحطم أهدافًا وتتسبب في وقوع إصابات جماعية. مثّل مركز التجارة العالمي أحد الأهداف المتوقعة. نفذت الطائرات في تمرين آخر إسقاطًا زائفًا فوق المحيط الأطلسي لطائرة يفترض أنها محملة بالسموم الكيميائية وتتجه نحو هدف في الولايات المتحدة. في السيناريو الثالث، كان الهدف هو البنتاغون، لكن أُلغيت هذه التدريبات نتيجة رفض مسؤولي الدفاع تنفيذها واعتبارها بعيدةً عن الواقع».
نفت لجنة 11 سبتمبر بصورة قاطعة معرفة نوراد بتهديد الإرهابيين المحتمل باختطاف الطائرات التجارية داخل الولايات المتحدة، واستخدامها كصواريخ موجهة، وأكدت مرات عدة في تقريرها «عدم معرفة نوراد بتهديد الإرهابيين باختطاف الطائرات التجارية داخل الولايات المتحدة -واستخدامها كصواريخ موجهة- قبل 11 سبتمبر».
وقعت هجمات 11 سبتمبر في عام 2001 خلال تدريبات «غلوبال غارديان» و «فيجيلانت غارديان» المشتركة في العام نفسه. وفقًا لتقرير لجنة الحادي عشر من سبتمبر، افترض فيجيلانت غارديان وقوع «هجوم انتحاري من الاتحاد السوفيتي السابق» ضد أمريكا الشمالية. وصف مايكل روبرت تدريبات فيجيلانت غارديان بأنها «تدريبات على عملية اختطاف، وليست تدريباً على الحرب الباردة» بما يتعارض مع ما أوردته لجنة 11 سبتمبر. يستشهد روبرت أيضًا باقتباسات مباشرة من المشاركين تُفيد بأن «التدريبات قد تضمنت طائرات مخطوفة بدلاً من قاذفات روسية». صرّح كل من الجنرال أرنولد، والرقيب الفني دابليو. باول والمقدم دوان ديسكينز أنهم ظنوا عند إبلاغهم للمرة الأولى عن الطائرات المختطفة أنها «جزء من التدريبات».